# Thierry Muller
Thierry Muller (Rijsel, 1964) is een Frans componist, muziekpedagoog en fluitist.

## Levensloop
Muller studeerde eerst aan het Conservatoire National de Musique Danse et Art Dramatique in Rouen en vervolgens aan het Conservatoire national supérieur de musique in Parijs in de vakken dwarsfluit, analyse en harmonie. Hij werd docent aan assistent van de directeur aan de École Municipale de Musique Agréée en daarnaar in dezelfde functies aan de Écoles Nationales de Musique et de Danse. Van 1988 tot 1991 was hij directeur van de École Municipale de Musique de Cany-Barville en vanaf 1991 directeur aan de École Municipale de Musique et de Danse de Sotteville-lès-Rouen. Van 1999 tot 2007 was hij directeur van de École Nationale de Musique et de Danse de la Communauté de Communes de Port-Jérôme. Sindsdien is hij directeur van het Conservatoire à rayonnement départemental de Caux vallée de Seine. 
Hij schreef als componist diverse werken voor harmonieorkest en brassband.

## Composities

### Werken voor orkest
- Suite comanche, voor strijkorkest, piano en slagwerk

### Werken voor harmonieorkest en brassband
- 1996 Faërie
- 1997 Hymne
- 1997 Fabliau
- 1997 Aeolus, voor brassband
- 2000 Le Cortège de Bacchus
- 2001 Circus Suite
  1. Parade
  2. Trapèze
  3. Galop
- 2002 Hyperion
  1. Introduction
  2. Conclusion
- 2003 River-Celt
- 2003 Suite bucolique
- 2004 Concert, voor hobo en harmonieorkest
  1. Capriccio
  2. Ballade
  3. Irlandaise
- 2004 Nil sounkoro - Aux sources du Nil
- 2004 Rituel
- 2005 Héphaïstos - le Maître du Feu
- 2005 En Piste
  1. Clowns
  2. Contorsionniste
  3. Elephants
- 2006 Cévennes
- 2008 Tzigane "Kleizmer", suite
  1. Hopa Tsupa
  2. Nostalgique
  3. Sala Kali
- 2009 Biesheim - une histoire musicale
- Highlands
- Paso Ostinato

### Kamermuziek
- 1997 Jeux de société, voor blaasoctet
- 2000 Tango balade, voor cellokwartet
- Bonsai balade, voor dwarsfluit en piano
- Jungle swing, voor klarinetensemble
- La Jolie écuyère, voor dwarsfluit en piano
- Le Petit bonze et son shakuhachi, voor dwarsfluit en piano
- Magayar, voor viool en piano
- Polymécanos, voor trompet en piano
- Récré, voor klarinet en piano
- Salade composée, voor trompet en piano
- Samedi libéré, voor hobo en piano
- Swing for brass, voor hoorn en piano
- Tango balade, voor saxofoon en piano
- Teuf-Teuf, voor trompet en piano